# Perry Mattfeld
Perry Mattfeld, född 29 mars 1994 i Los Angeles, är en amerikansk skådespelare.
Mattfield har bland annat medverkat i TV-serien In the Dark. Hon har även medverkat filmerna Mending the Line och A Little White Lie.

## Filmografi (i urval)
- 2019–2022 – In the Dark (TV-serie)
- 2022 – Mending the Line
- 2023 – A Little White Lie
- 2025 – Chad Powers (TV-serie)
- TBA – Long Bright River (TV-serie)